# Borgo Santa Rita
Borgo Santa Rita è una frazione del comune italiano di Cinigiano, nella provincia di Grosseto, in Toscana.

## Geografia fisica
Borgo Santa Rita è situato nella parte settentrionale del territorio del comune di Cinigiano, lungo la valle dell'Ombrone all'estremità occidentale della val d'Orcia. La frazione è delimitata a nord dal fiume Orcia, che segna il confine con il comune di Montalcino, ad ovest dal fiume Ombrone, a est dal torrente Ribusieri, e a sud dai piccoli rilievi collinari di Poggio Mai (189 m), Poggio dell'Amore (153 m), Poggio La Serrata (149 m); mentre confina ad ovest con Paganico e Sasso d'Ombrone, a sud con Cinigiano, ad est con Sant'Angelo Scalo e Montenero d'Orcia, e a nord con Monte Antico.
Il centro abitato dista circa 11 km dal capoluogo comunale e poco più di 35 km da Grosseto.

## Storia

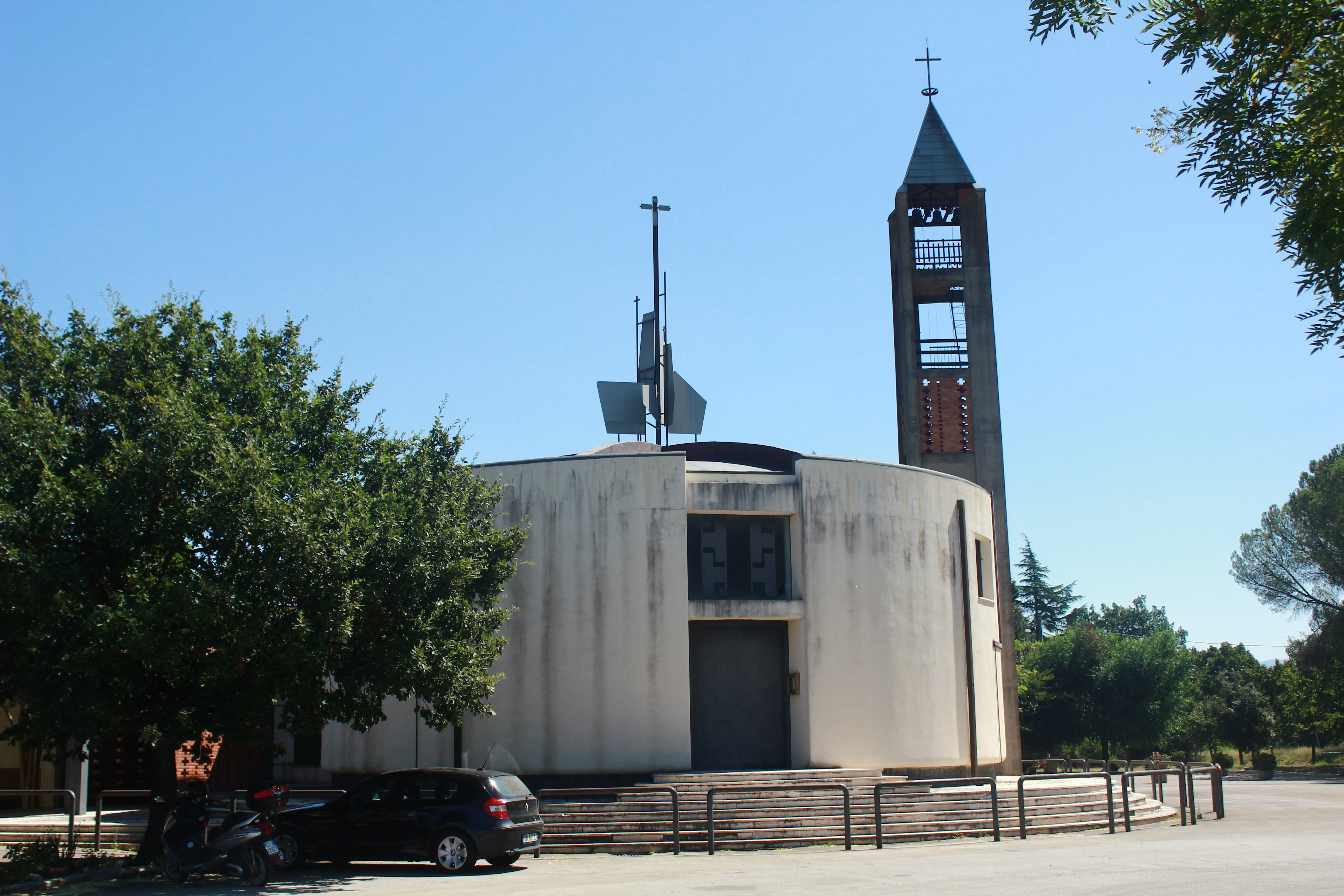
La chiesa di Santa Petronilla

Il territorio della frazione è stato abitato sin dal periodo medievale: queste terre erano proprietà dei signori di Poggio alle Mura, presso Montalcino, i quali avevano qui fatto costruire una cappella dedicata a Santa Petronilla per le popolazioni rurali.
La frazione si è tuttavia sviluppata solamente nel corso del XX secolo, a seguito della razionalizzazione delle campagne maremmane ad opera dell'Ente Maremma, grazie all'attuazione della riforma agraria a partire dal 1951. Il borgo doveva fungere come centro di servizio e aggregazione per tutti quei poderi e case coloniche sparsi nella vasta area rurale tra l'Ombrone e la val d'Orcia, compresa tra Monte Antico, Cinigiano e Sant'Angelo in Colle, in seguito al fenomeno dell'appoderamento che aveva sostituito il latifondo. Nel progetto iniziale, redatto dall'architetto Luigi Vagnetti nel 1955, il borgo avrebbe dovuto chiamarsi Santa Petronilla e sarebbe dovuto sorgere in un'altra posizione rispetto l'attuale. Tuttavia, anche per una serie di vicissitudini nei rapporti tra l'Ente Maremma e la curia vescovile, tale progetto non verrà mai realizzato e un nuovo incarico di progettazione fu affidato all'architetto Carlo Boccianti nel 1960. Come nuova localizzazione fu scelta la località dei Piani Rossi, lungo la strada provinciale del Cipressino, e il borgo, che prese successivamente il nome di Borgo Santa Rita, venne inaugurato nel 1964 con due edifici centrali principali: la chiesa e l'allungato edificio dei servizi pubblici, bar e botteghe.
Negli anni successivi il centro abitato si sviluppò come borgo agricolo anche grazie alla costruzione di una piccola zona residenziale. Verso la fine degli anni novanta, l'amministrazione comunale decise di realizzare qui la principale zona artigianale del comune di Cinigiano, suddivisa in vari lotti da 2 000 ai 4 000 m². Le attività incrementarono quando venne realizzata un'area industriale da 74 000 m².

## Monumenti e luoghi d'interesse
- Chiesa di Santa Petronilla, principale edificio di culto della frazione, è stata costruita tra il 1963 e il 1964 su progetto dell'architetto Carlo Boccianti del 1960, il quale realizzò anche gli arredi interni.[1] Si presenta a pianta circolare in calcestruzzo faccia vista.[1]

- Cappella di Santa Petronilla, cappella trecentesca situata nei pressi dell'abitato in località Case Rosse.

## Società

### Evoluzione demografica
Quella che segue è l'evoluzione demografica della frazione di Borgo Santa Rita.
| Anno | Abitanti |
| ---- | -------- |
| 1981 | 40       |
| 1991 | 41       |
| 2001 | 34       |
| 2011 | 58       |

## Cultura

### Ricerca
A Borgo Santa Rita è situato il laboratorio tecnologico multidisciplinare "Certema", istituito con contributi della Provincia di Grosseto e della Regione, in collaborazione con la scuola superiore Sant'Anna di Pisa e con aziende private. Il laboratorio è stato inaugurato il 29 febbraio 2016. La struttura si occupa di ricerca in settori come meccanica, chimica, robotica, energie rinnovabili e domotica, e sperimentazione di nuovi brevetti, oltre che a favorire lo sviluppo di nuove aziende.
Il polo tecnologico si estende su una superficie di 1 500 m² e dispone di cinque diversi laboratori specializzati: analisi ambientali; analisi termica, optoelettronica e studi sull'interfaccia uomo-macchina; meccanica applicata; tecnologia meccanica avanzata; microspia elettronica e micro-analisi.

## Geografia antropica
La frazione raggruppa vari nuclei abitativi rurali che vertono intorno al centro principale di Borgo Santa Rita. Le principali località sono quelle di Casalone, Case Rosse e Santa Petronilla.

## Sport
Presso la frazione è situato il Crossodromo Santa Rita, una delle principali piste da motocross della provincia di Grosseto.